# Philip Haas
Philip Haas, né le 6 août 1954, est un réalisateur, scénariste et producteur de cinéma américain.

## Biographie
Philip Haas est bien connu pour son film en sélection officielle en compétition au Festival de Cannes, Des anges et des insectes (1995), tiré d’une nouvelle de A.S.Byatt  (Antonia Susan Byatt), et dont les acteurs principaux sont Kristin Scott Thomas et Mark Rylance. Il a réalisé d'autres films dont La Situation, en 2007, premier long métrage américain traitant de la guerre en Irak.
Avant de devenir réalisateur, Philip Haas a étudié l’Histoire de l'art à Harvard. En plus de ses longs métrages, il a réalisé 10 films documentaires sur des artistes peintres tels que Gilbert et George, David Hockney (peinture chinoise), les peintres aborigènes d’Australie, ou les sculpteurs de tombeaux de Madagascar. Pour ces documentaires, Philip Haas a été récompensé par la Fondation Guggenheim (Fondation Solomon R. Guggenheim).
Philip Haas est marié à Belinda Haas, scénariste.

## Filmographie

### En tant que réalisateur
- 1990 : Magicians of the Earth: A Young Man's Dream and a Woman's Secret (Documentaire)
- 1991 : Magicians of the Earth: Senis Children (Documentaire)
- 1991 : Magicians of the Earth: Kings of the Water (Documentaire)
- 1992 : Magicians of the Earth: The Giant Woman and the Lightning Man (Documentaire)
- 1992 : The Singing Sculpture
- 1992 : Money Man
- 1993 : La Musique du hasard (The Music of Chance)
- 1995 : Des anges et des insectes (Angels and Insects) - Sélection officielle en compétition au Festival de Cannes 1995
- 1997 : The Blood Oranges
- 2000 : Il suffit d'une nuit (Up at the Villa)
- 2002 : L'Autre Côté du rêve (Lathe of Heaven) (Téléfilm)
- 2006 : La Situation (The Situation)

### En tant que scénariste
- 1993 : La Musique du hasard (The Music of Chance)
- 1995 : Des anges et des insectes (Angels and Insects)
- 1997 : The Blood Oranges

### En tant que producteur
- 1988 : A Day on the Grand Canal with the Emperor of China or: Surface Is Illusion But So Is Depth
- 1992 : Money Man
- 1997 : The Blood Oranges